# Claude Rameau
Claude Bernard Rameau (ur. 1 stycznia 1689 w Dijon, zm. 19 maja 1761 w Autun) – francuski kompozytor i organista.
Młodszy brat kompozytora i teoretyka muzyki Jeana-Philippe’a Rameau (1683–1764).
Claude miał dwóch synów: Jeana-François Rameau (1716–1777) – kompozytora i organistę, bohatera powiastki Diderota Kuzynek mistrza Rameau) oraz Lazare’a Rameau (1757–1794), również kompozytora, pochodzącego z drugiego, o wiele późniejszego małżeństwa.